# Kekal
Kekal je bend iz Indonezije. Njihovu muziku je najbolje svrstati u avangardni metal.

## Istorija
Bend je osnovan u Džakarti 1995. godine. U početku su izvodili blek metal. Smatra se da je Kekal prvi indonežanski bend koji se probio na inostrano tržište. Prvih godina su u svoj blek metal zvuk ubacivali elemente drugih žanrova, što je najprimetnije na njihovom trećem albumu The Painful Experience, koji se tretira kao ulazak u progresiv metal i avangardni metal, kao i početak daljih eksperimenata sa zvukom.
Godine 2003. objavili su album 1000 Thoughts of Violence, koji je dobio pozitivne kritike i doveo do evropske mini-turneje. Ubrzo nakon turneje, snimili su peti album, Acidity (objavljen 2005). The Habit of Fire, njihov šesti album (objavljen 2007. godine), predstavlja udaljavanje od ranog zvuka i na albumu su prisutni elementi džeza i elektronike, kao i avangardni uticaji. Zbog toga mnogi smatraju da je Kekal post metal bend.
Nakon objavljivanja The Habit of Fire, osnivač Džef Arvadi je otišao u Kanadu, a ostali članovi su ostali u Indoneziji, što je bend onemogućilo da ide na turneje. Godine 2008. objavljen je album Audible Minority, na kojem je Džef Arvadi sam radio. To je njihov, za sada, najeksperimentalniji album.
Godine 2009. Džef Arvadi je objavio da napušta bend, ali tvrdi da se bend nije raspao.
Krajem 2010. objavljen je album nazvan 8.

## Postava do avgusta 2009.
- Džef Arvadi — gitara, vokali, programiranje, bubnjevi
- Azar Levi Sianturi — bas, vokali
- Leo Setiavan — gitara

## Diskografija
- — 1998.
- — 1999.
- — 2001.
- — 2003.
- — 2005.
- — 2007.
- — 2008.
- 8 — 2010.
- Futuride — 2011. (mini album)
- Autonomy — 2012.
- Unsung Division — 2013. (mini album)
- Multilateral — 2015.
- Luka — 2015. (mini album)
- Deeper Underground — 2018.
- Quantum Resolution — 2020.